# Zooniverse

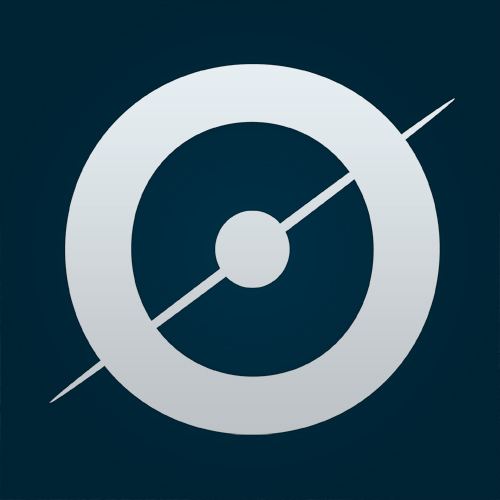
Projetos que usam os esforços e capacidade de voluntários para ajudar cientistas e pesquisadores

Zooniverse é um portal de ciência cidadã de propriedade e operado pela "Citizen Science Alliance" (Aliança de Ciência Cidadã). É a casa dos maiores, mais populares e mais bem-sucedidos projetos de ciência cidadã da internet. Zooniverse registrou em 2014, um milhão de voluntários cadastrados ao projeto.

## Projetos
| Logo | Projeto          | Tipo              | Descrição | Data de lançamento | Data de término |  |
| ---- | ---------------- | ----------------- | --- | ------------------ | --------------- |  |
|      | Galaxy Zoo       | árvore de decisão | A quarta e última encarnação do projeto Galaxy Zoo, em que os usuários são mostradas imagens de uma galáxia e, em seguida, perguntados uma série de questões para classificar sua morfologia. A amostra atual inclui imagens do alto desvio para o vermelho de galáxias tomadas pela Hubble Space Telescope e do baixo desvio de galáxias feitas pelo Sloan Digital Sky Survey em Novo México. | 12 Jul 2007        | —               |  |
|      | Moon Zoo         | Comentário        | Projeto de astronomia "on-line" que usa o conceito de ciência cidadã para criar uma detalhada contagem de crateras, o mapeamento da variação na idade das rochas lunares. | 16 Fev 2009        | —               |  |
|      | Solar Stormwatch | Anotação          | O projeto usa dados, incluindo imagens de vídeo a partir da nave espacial STEREO para acompanhar a formação e evolução de ejeções de massa coronal. | 21 Dez 2009        | —               |  |
|      | Fossil Finder    | Anotação          | Usuários são convidados olhar uma série de imagens, uma de cada vez, e classificar características de superfície e objetos do banco de dados de imagens da Bacia Turkana no Quênia, onde vários fósseis de nossos ancestrais humanos, bem como uma variedade de outros animais que datam de milhões de anos, foram encontrados.                                                                | 2 Set 2015         | —               |  |
|      | Planet Four      | Anotação          | Usuários são convidados a analisar imagens da superfície de Marte, tomadas perto da calota polar sul. As classificações incluem a marcação de picos de ventilação e manchas causadas por sublimação gáses e gêiseres debaixo do gelo de dióxido de carbono. As imagens vêm da câmera HiRISE a bordo da Mars Reconnaissance Orbiter                                                             | 8 Jan 2013         | —               |  |

## Ciência Aliança Cidadã
Aliança de Ciência Cidadã é governada por um conselho de administração de sete instituições no Reino Unido e nos Estados Unidos. Os parceiros são o Planetário Adler, Universidade Johns Hopkins, Universidade de Minnesota, Museu Marítimo Nacional, Universidade de Nottingham, Universidade de Oxford e Vizzuality